# Luková u Rudoltic v Čechách
Luková u Rudoltic v Čechách je železniční zastávka v katastrálním území Luková v okrese Ústí nad Orlicí v Pardubickém kraji. Leží v km 16,784 elektrizované dvoukolejné trati Česká Třebová – Přerov mezi stanicemi Rudoltice v Čechách a Krasíkov.
Vznikla v roce 1993. V letech 1993 až 1999 nesla zastávka název Luková u Rudoltic, který byl v roce 1999 změněn na Luková u Rudoltic v Čechách. V zastávce jsou u obou traťových kolejí zřízena vnější jednostranná nástupiště o délce 140 m s nástupní hranou ve výšce 550 mm nad temenem kolejnice. Cestující jsou informováni o jízdách vlaků pomocí rozhlasu, který je obsluhován z CDP Přerov. Na zastávce se nachází přístřešek s lavičkou. Zastávka je rovněž obklopena protihlukovou stěnou.